# Rodolfo Mondolfo
Rodolfo Mondolfo (Senigallia, 1877 - Buenos Aires, 1976) va ser un filòsof italià.

## Biografia
Va nàixer a la província d'Ancona, en una família benestant d'origen jueu. El seu germà Ugo Guido va ser membre del Partit Socialista Italià i influí en l'adhesió de Mondolfo a les idees marxistes i socialistes. Entre 1895 i 1899 va completar els seus estudis universitaris a Florència i es va llicenciar en literatura i filosofia amb una tesi sobre Condillac "Contribució a la història de la teoria de l'associació". El 1904 s'incorporà a la Universitat de Pàdua. El 1910 es va traslladar a ensenyar història de la filosofia a la Universitat de Torí, on va romandre fins al 1914, any en què va obtenir la mateixa càtedra a la Universitat de Bolonya. El 1925 Mondolfo figurà entre els signants del Manifest dels intel·lectuals antifeixistes, escrit per Benedetto Croce. Després de 1926, davant la supressió de la revista a la qual col·laborava més activament, i per l'enduriment dels controls i les censures plantejades pel règim feixista, es va fer evident la impossibilitat de continuar els seus estudis sobre marxisme i es va dedicar a l'estudi del pensament filosòfic grec.
El 1938 es va veure obligat a abandonar Itàlia per mor de les lleis racials del règim feixista. Passà a residir a l'Argentina on aconseguí un lloc a la Universitat Nacional de Córdoba, i després, el 1948, a la Universitat Nacional de Tucumán, on obtingué la càtedra de filosofia antiga. Va romandre a Tucumán fins al 1952, quan passà a viure a Buenos Aires, on morí l'any 1976.

## Obra
Dedicà diversos estudis a la historiografia filosòfica tractant el problema del coneixement en el món modern ("Memòria i associació en l'escola cartesiana, 1901; "Condillac", 1902; "Figures i idees de la filosofia italiana del Renaixement", 1949) i examinant temes de moral i dret ("Assajos per a la història de la moral utilitària: la moral de Thomas Hobbes, 1903; "Les teories morals i polítiques d'Helvetius", 1904; "Entre el dret natural i el comunisme", 1904). A l'assaig "Rousseau en la formació de la consciència moderna" (1914) prefigura, amb la seva exaltació dels valors de la llibertat, la tolerància i la democràcia, l'adscripció de Mondolfo a un marxisme interpretat en clau humanística i voluntarista, en oberta polèmica amb les interpretacions economicistes i positivistes ("El materialisme històric de Friedrich Engels", 1912; "Darrere les petjades de Marx", 1919; "Entorn de Gramsci i la filosofia de la praxis", 1955; "L'humanisme de Marx", 1968).
Però va ser en l'estudi del pensament antic on Mondolfo aportà les seves contribucions més originals. En contra de les interpretacions tradicionals Mondolfo va voler demostrar la presència, en el pensament antic, de temes i problemes que se solien considerar estrictament moderns, com les nocions d'infinit i de subjectivitat, i el sentit de culpa i de pecat ("El pensament antic", 1928; "L'infinit en el pensament dels grecs", 1934; "Problemes del pensament antic", 1936; "La comprensió del subjecte humà en la cultura antiga", 1955; "Sòcrates", 1955.